# Micronema
Micronema es un género de peces actinopeterigios de agua dulce, distribuidos por ríos y lagos de Asia.

## Especies
Existen tres especies reconocidas en este género:
- Micronema hexapterus (Bleeker, 1851)
- Micronema moorei (Smith, 1945)
- Micronema platypogon (Ng, 2004)